# 햐쿠타케 사부로

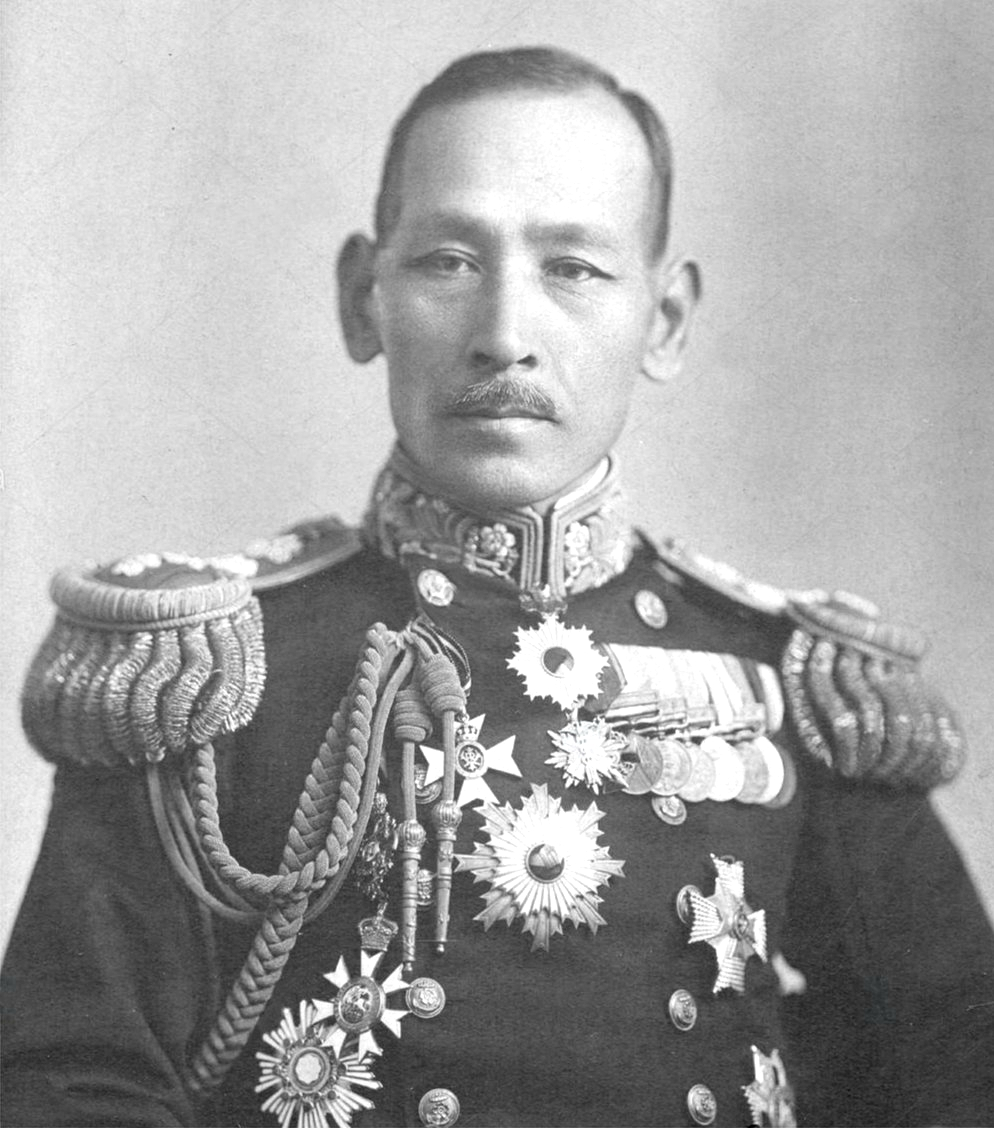
햐쿠타케 사부로

햐쿠타케 사부로(일본어: 百武 三郎、1872년 6월 3일 ~ 1963년 10월 30일)은 일본의 해군 군인, 해군 대장, 시종장이었다. 동생 겐고는 해군 대장, 하루요시는 육군 중장을 지냈다.

## 생애
사가 번사 햐쿠타케 데이조의 3남으로 태어났다. 사가 중학, 고교쿠샤를 거쳐 1892년 해군병학교를 19기로 졸업했다. 소위 후보생으로서 방호순양함 마쓰시마 호에 승선하여 청일 전쟁에 참전했다. 1894년 소위로 임관했다. 후지급 전함 야쓰시마 호의 회항 위원으로서 영국으로 출장했으며, 1902년 해군대학교를 갑종으로 졸업했다.
그 후 구레 진수부(일본어: 鎮守府 진슈후[*]) 참모, 장갑순양함 닛신 어뢰 책임직을 거쳐 일본 제국 제3함대 참모로서 러일 전쟁에 참전했다. 제4함대 참모를 거쳐 1905년부터 독일, 오스트리아를 순방하다가 1910년 일본으로 돌아왔다. 시키시마급 전함 아사히 호의 부장, 군무국원, 이즈모급 장갑순양함 이와테 호 함장, 전함 이세 호의 의장(일본어: 艤装 기소[*]) 책임자, 전함 하루나 호 함장, 제2함대 참모장 등을 역임하였으며 1917년 해군 소장으로 진급했다. 진급 이후 사세보 진수부 참모장, 교육본부 제2부장, 제3전대 사령관, 한국 진해의 경비부 사령관, 마이즈루 진수부 사령관, 연습함대 사령관, 사세보 진수부 장관, 군사참의관을 거쳐 1928년 해군 대장으로 진급했으며 동시에 예비역으로 편입되었다.
1936년부터 1944년까지 시종장으로 일하며 쇼와 천황을 섬겼으며, 사직 후 1946년까지 추밀 고문관으로 일했다. 전임 스즈키 간타로가 2·26 사건으로 습격을 받은 후 해군 예비역 대장 중에서 천거되었다.

## 참고 문헌
- 한도 가즈토시 외, 〈역대 해군 대장 전람〉, 주오코론신샤, 《추코신쇼 라클레》, 2005년.
- 하타 이쿠히코 엮음, 《일본 육해군 총장 사전》 제2판, 도쿄 대학 출판회, 2005년.
- 소토야마 미사오 엮음, 《육해군 장관 인간 총람 해군편》, 후요 쇼보 출판, 1981년.
- 후쿠가와 히데키, 《일본 해군 장관 사전》, 후요 쇼보 출판, 2000년